# Greetham with Somersby
Greetham with Somersby est une paroisse civile du Lincolnshire, en Angleterre.
La paroisse civile comrend les villages de Greetham, Somersby, Ashby Puerorum, Bag Enderby et le hameau de Holbeck.